# اركولي ريكوتي
اركولي ريكوتي (بالإيطالية: Ercole Ricotti)‏ مؤرخ وسياسي إيطالي (ولد في فوغيرا إيطاليا يوم 12 أكتوبر 1816 ) كان أيضًا رئيس جامعة تورينو وعضو في مجلس الشيوخ الإيطالي .